# Gragnano
Gragnano község (comune) Olaszország Campania régiójában, Nápoly megyében.

## Fekvése
Nápolytól 30 km-re délkeletre fekszik. Határai: Agerola, Casola di Napoli, Castellammare di Stabia, Lettere, Pimonte, Ravello, Sant’Antonio Abate, Santa Maria la Carità és Scala.

## Története
A települést az oszkok alapították. Nevét az itt megtelepedett római nemesi család után kapta (Gens Grania). I. e. 89-ben Lucius Cornelius Sulla csapatai elpusztították. 79-ben a Vezúv kitörése során elpusztított Stabiae lakosai népesítették ismét be. A 10. században az Amalfi Köztársaság része lett. A normannok hódításai után a Nápolyi Királyság részévé vált. Az Első Nápolyi Köztársaságot támogatta, ennek leverése után a spanyol uralkodók megtorló intézkedéséket léptettek életbe, ami a város hanyatlását hozta. A Parthenopéi Köztársaság idején azonban királypárti maradt. 

## Népessége
A népesség számának alakulása:

## Főbb látnivalói
- San Lorenzo-templom (épült a 14. században)
- Santa Maria Assunta di Castello-templom (épült a 11. században)